# Капустник Валерій Андрійович
Вале́рій Андрі́йович Капу́стник (22 жовтня 1953 р. н., місто Ізюм, Харківська область) ― лікар-гігієніст, профпатолог, терапевт, доктор медичних наук (2000), професор (2002), заслужений працівник освіти України, вихованець Харківської терапевтичної школи Л. Т. Малої, ректор Харківського національного медичного університету (2019—2024).

## Біографія
Народився в місті Ізюм Харківської області 22 жовтня 1953 року. Закінчив середню школу. До вступу в інститут працював на Ізюмському приладобудівному заводі.
У 1978 році закінчив Харківський медичний інститут (ХМІ, нині — ХНМУ).
Працював асистентом кафедри соціальної гігієни і організації охорони здоров'я. Був головою студентського профкому та громадським активістом інституту.
На кафедрі, під керівництвом професорів Л. Т. Малої та Н. О. Галічевої, займався питаннями, пов'язаними з соціально-трудовими і клінічними аспектами реабілітації хворих після перенесеного інфаркту міокарда у працездатному віці.
У 1984 році приступив до роботи на кафедрі професійних та внутрішніх хвороб. Одночасно лікував хворих у терапевтичному та інфарктному відділеннях Харківської міської лікарні № 28.
У 1989 році захистив кандидатську дисертацію «Социально-трудовые и клинические аспекты реабилитации больных, перенесших инфаркт миокарда в трудоспособном возрасте».
У 1993 році отримав учене звання доцента.
У 1999 році під керівництвом професора І. Ф. Костюк, захистив докторську дисертацію «Клінічні, патогенетичні і терапевтичні аспекти сучасного перебігу вібраційної хвороби як патології клітинних мембран» та у 2000 році отримав учене знання доктора медичних наук.
У 2002 році отримав учене звання професора.
У 2006—2019 роках — перший проректор ХНМУ.
З 2009 року — завідувач кафедри професійних та внутрішніх хвороб.
У 2010 році закінчив магістратуру в Українській інженерно-педагогічній академії за освітньою програмою «Управління навчальним закладом», професійна кваліфікація «Керівник підприємства, установи та організації (у сфері освіти та виробничого навчання)».
З червня 2019 року ― ректор Харківського національного медичного університету.
Валерій Андрійович автор понад 450 наукових публікацій, 15 патентів на винаходи, трьох монографій (одна з них: «Вибрационная болезнь и антагонисты кальция»), редактор п'ятьох видань підручника «Професійні хвороби» трьома мовами (1998, 2003, 2005, 2011, 2012, 2015, 2017, 2018), співавтор видань підручника «Внутрішні хвороби» (2002, 2015), трьох видань підручника «Основи медсестринства» (2010, 2013, 2018) тощо. Розробляв навчальні програми та навчально-методичні матеріали із дисципліни «Професійні хвороби».
Під керівництвом Валерія Андрійовича вже захищено 6 та виконуються 2 докторські та 4 кандидатські дисертації.
За його участі в ХНМУ запроваджено систему Галузевих стандартів вищої медичної освіти, управління якістю підготовки лікарів на додипломному та післядипломному етапах навчання. Валерій Андрійович сприяв розвитку нових форм та засобів надання освітніх послуг, якості навчання, впровадженню інтерактивних технологій. Під його керівництвом проводяться заходи щодо інтеграції університету до європейського освітньо-наукового простору.
В. А. Капустник ― «Заслужений працівник освіти України» (2013), член спеціалізованої вченої ради Д 64.600.04 з внутрішніх хвороб, член спеціалізованої вченої ради Д 64.600.06 з гігієни та професійної патології при ХНМУ, консультант, очільник профпатологічної лікарсько-експертної комісії клініки Науково-дослідного інституту гігієни праці і професійних захворювань ХНМУ.
Головний редактор наукових періодичних видань ХНМУ («Експериментальна і клінічна медицина» [Архівовано 2 травня 2021 у Wayback Machine.], «Медицина сьогодні і завтра» [Архівовано 2 травня 2021 у Wayback Machine.], «Inter Collegas» [Архівовано 12 квітня 2021 у Wayback Machine.], член редакційної ради видання «Новий колегіум» [Архівовано 11 червня 2021 у Wayback Machine.].
У науковій діяльності пріоритетну увагу надає: розробці способів лікування і оцінці можливостей зниження захворюваності і смертності від серцево-судинних і цереброваскулярних захворювань у робітників промислових підприємств пило- і вібронебезпечних професій; вивченню промислової кардіології, впливу на організм робітників машинобудівного комплексу промислового аерозолю і вібрації; особливостям перебігу серцево-судинної патології в різних професійних групах, взаємозв'язку профзахворювань з артеріальною гіпертензією, атеросклерозом, ішемічною хворобою серця; удосконаленню підходів викладання у вищій медичній школі, впровадження новітніх підходів організації та управління у сфері охорони здоров'я.

## Нагороди та відзнаки
- Заслужений працівник освіти України (2013 р.)
- Подяка Харківського міського Голови (2013, 2018 рр.)
- Почесна грамота Голови Харківської обласної державної адміністрації (2018 р.)[3].

## Видання
- Професійні хвороби: підручник (Київ: 1998, 2003, 2011, 2015, 2017).
- Occupational Diseases: textbook (Kyiv: 2016, 2018).
- Основи медсестринства: підручник (Київ: 2010, 2013, 2018).
- Внутрішня медицина: підручник (Вінниця, 2015).
- Медицина граничних станів: 30-річний досвід психогігієнічних досліджень: монографія (Харків, 2016).
- Регіональна система організації та контролю оздоровлення населення на рекреаційних водоймах (Харків, 2014).
- Невідкладна хірургія: підручник (Харків, 2019).
- Курс лекций по клинической хирургии: учебное пособие (Харьков, 2020)].